# Guanbaohua
Guanbaohua of Guanbaofanyan is de verzameling Kantonese dialecten die autochtoon zijn in de Zuid-Guangdongse gebieden Dongguan, Shenzhen en Hongkong. Guanbaohua kan onderverdeeld worden in de twee dialecten: Dongguan-Kantonees dat in stadsprefectuur Dongguan wordt gesproken en Bao'an-Kantonees dat in stadsprefectuur Shenzhen en de speciale bestuurlijke regio Hongkong wordt gesproken door de autochtone Kantonezen.
De autochtone Hakkanezen in deze gebieden spreken het Hakka dialect Dongguanhua, Bao'an-Hakka of Hongkong-Hakka. De mengeltaal Dapenghua, die Kantonese en Hakka elementen bevat, wordt door sommigen gezien als een variant van Guanbaohua.

## Verschil met de standaardtaal
Het verschil tussen Standaardkantonees (ook wel Guangzhouhua genoemd) en Guanbaohua is redelijk groot. Het grootste verschil is dat Guanbaohua veel achterliggende nasale klanken heeft. Ook wordt de "h-klank" van de standaartaal veranderd naar de "f-klank" in het Guanbaohua.
| Nederlands/hanzi | Standaardkantonees (IPA) | Guanchenghua (IPA) |
| ---------------- | ------------------------ | ------------------ |
| mand/籃          | [la:m]                   | [ŋa:ŋ]             |
| classificeren/列 | [li:t]                   | [li:k]             |
| geven/給         | [kʰap]                   | [kʰɔk]             |

| Nederlands/hanzi | Standaardkantonees (IPA) | Weitouhua (IPA) |
| ---------------- | ------------------------ | --------------- |
| nieuw/新         | [sɐn]                    | [sɪŋ]           |
| deur/門          | [mu:n]                   | [mʊŋ]           |
| avond/晚         | [ma:n]                   | [ma:ŋ]          |
| openen/開        | [hɔj]                    | [fuːi]          |
| koud/寒          | [hɔn]                    | [fʊŋ]           |
| dorst hebben/渴  | [hɔt]                    | [fʊk]           |

## Guanbaohua en haar aftakkingen
|  | Guanchenghua |
|  |              |
|  | Houjiehua    |
|  |              |
|  | Humenhua     |
|  |              |

|  | Weitouhua |
|  |           |
|  | Nantouhua |
|  |           |

|  | Guanchenghua |
|  |              |
|  | Houjiehua    |
|  |              |
|  | Humenhua     |
|  |              |

|  | Weitouhua |
|  |           |
|  | Nantouhua |
|  |           |